# سامبو ماستر
سامبو ماستر (サンボマスタ سامبوماستا) هي فرقة روك يابانية منتجها هو سوني للترفيه الموسيقي اليابانية. اسم الفرقة يشير إلى فنون السامبو الروسية.

## أعضاء
- تاكاشي ياماغوتشي (山口隆 ياماغوتشي تاكاشي؟)
  - تاريخ الميلاد: 8 فبراير 1976
  - بلد المنشأ: فوكوشيما
  - التعليم الثانوي: ثانوية محافظة فوكوشيما أيزو
  - التعليم الجامعي: كلية الحقوق بجامعة تويو
  - آلات: غيتار
- ياسوفومي كيوتشي (木内泰史 كيوتشي ياسوفومي؟)
  - تاريخ الميلاد: 4 أغسطس 1976
  - بلد المنشأ: تشيبا
  - آلات: طبول
- يويتشي كوندو (近藤洋一 كوندو يويتشي؟)
  - تاريخ الميلاد: 16 يونيو 1977
  - بلد المنشأ: توتشيغي
  - آلات: غيتار البيس

## وصلات خارجية
- سامبو ماستر على موقع ميوزك برينز (الإنجليزية)
- سامبو ماستر على موقع أول ميوزيك (الإنجليزية)
- سامبو ماستر على موقع ديسكوغز (الإنجليزية)

- الموقع الرسمي